# Cercosimma electrodes
Cercosimma electrodes là một loài bướm đêm trong họ Noctuidae.